# 교동초등학교 지석분교
교동초등학교 지석분교(喬桐初等學校 支石分校)는 대한민국 인천광역시 강화군에 있었던 공립 초등학교이다.

## 학교 연혁
- 1946. 09. 01 교동초등학교 지석분교 개설
- 1961. 03. 31 지석초등학교 개교
- 1963. 03. 01 초대 이철재 교장 취임
- 1964. 02. 08 제 1회 졸업식 (38명)
- 1982. 03. 01 지석초교 병설 유치원 개원
- 2007. 02. 07 영어체험학습실 구축 완공
- 2008. 07. 24 과학실 현대화 사업
- 2008. 12. 20 운동장 배수로 및 기반구축
- 2009. 12. 09 급식실 신축 개관식
- 2010. 03. 03 돌봄교실 설치 및 운영
- 2012. 06. 30 교사 외부 도색 작업
- 2013. 03. 18 온종일 돌봄교실 운영
- 2013. 09. 25 학교평가 결과 우수학교 선정(교육성과 영역)
- 2014. 02. 13 제51회 졸업식(졸업생0명, 누계 1966명)․종업식
- 2014. 03. 01 제20대 구성훈 교장선생님 부임
- 2014. 03. 01 3학급 편성(남5명, 여6명 총11명)
- 2015. 03. 02 3학급 편성(남4명, 여7명 총11명)
- 2018. 03. 01 교동초등학교 지석분교로 개편
- 2023. 02. 28 폐교

## 참고 자료
- 교동초등학교 지석분교 - 한국교육학술정보원 학교알리미